# Astyanax stenohalinus
Astyanax stenohalinus är en fiskart som beskrevs av Messner 1962. Astyanax stenohalinus ingår i släktet Astyanax och familjen Characidae. Inga underarter finns listade.